# Krak 2
Krak 2 – drugi album polskiego rapera Bosskiego Romana i producenta płyty – Piero. Został wydany końcem stycznia 2009 roku przez niezależną wytwórnię muzyczną Rockers Publishing. Płyta utrzymana w gatunkach hip-hopu, electro hopu, po dancehall, a kończąc na reggaeton. Gościnnie pojawili się między innymi: Robert M, Firma, Młody Bosski - brat Romana, Lukasyno, Kali czy HiJack.

## Lista utworów
Źródło.
1. „Intro Krak” (gościnnie: PZG)
2. „Jestem tam” (gościnnie: Robert M)
3. „Jestem tam (RMX)”
4. „Czujesz się nad?” (gościnnie: Tadek)
5. „Mamy moc” (gościnnie: Firma, Leetal)
6. „JP – Jestem porządny” (gościnnie: Młody Bosski, Tadek)
7. „Wiwat szacunek” (gościnnie: Lukasyno)
8. „Dragi” (gościnnie: PZG)
9. „Sztywno na ulicy” (gościnnie: Dubbzie)
10. „Kabaret”
11. „Dla zabawy”
12. „Ciężki lot” (gościnnie: DA Krew, PZG)
13. „Liczę na siebie” (gościnnie: Komplex, Dubbzie)
14. „Nie oszukuj dobrych ludzi” (gościnnie: Dubbzie)
15. „Obudź się”
16. „Wyrzuć nienawiść”
17. „Światło” (gościnnie: Ragamofah, Dubbzie)
18. „Uliczny świat” (gościnnie: Popek)
19. „W poszukiwaniu sensu (RMX)” (gościnnie: Malik, Kali)
20. „Normalni ludzie” (gościnnie: Kali)
21. „Mamy moc (RMX)” (gościnnie: Berezin, HiJack, Rolex)
22. „Dla hejtersów”
23. „Krak 2”